# Tim Kaine
Timothy Michael Kaine (født 26. februar 1958 i St. Paul, Minnesota) er en amerikansk politiker. Han er medlem af Det Demokratiske Parti og guvernør i Virginia fra 2006 efter at have været viceguvernør fra 2002-2006. Han er tidligere medlem af byrådet og borgmester i Richmond, Virginia.

## Uddannelse og karriere
Tim Kaine er uddannet fra University of Missouri og har en juridisk eksamen fra Harvard Law School. Under sin studietid opholdt Kaine sig ti måneder i Honduras, hvor han hjalp lokale missionærer med at drive en skole.
Tim Kaine blev efter fire år som viceguvernør valgt til guvernør i november 2005 da han slog den republikanske kandidat, Jerry Kilgore, der var valgt attorney general i staten.[kilde mangler]
Tim Kaine fik sit store nationale gennembrud, da han 31. januar 2006 gav Demokraternes officielle svar til præsident George W. Bushs årlige State of the Union-tale.[kilde mangler]
Den 23. juli 2016 blev Kaine udvalgt til vicepræsidentkandidat af Hillary Clinton.

## Privatliv
Han er gift med Anne Holton, der er datter af den tidligere republikanske guvernør i Virginia, Linwood Holton.